# Himmelfahrt
Himmelfahrt (da. Himmelfart (i betydningen selvmordsmission)) er det tredje studiealbum fra det tyske band Megaherz. Albummet blev udgivet i 2000, og numrene er skrevet af Alexander Wesselsky.

## Numre
| Himmelfahrt | Himmelfahrt                  | Himmelfahrt | Himmelfahrt | Himmelfahrt | Himmelfahrt | Himmelfahrt | Himmelfahrt | Himmelfahrt | Himmelfahrt |
| #           | Titel                        | Længde      |             |             |             |             |             |             |             |
| ----------- | ---------------------------- | ----------- | ----------- | ----------- | ----------- | ----------- | ----------- | ----------- | ----------- |
| 1.          | "Du oder Ich"                | 3:33        |             |             |             |             |             |             |             |
| 2.          | "Himmelfahrt"                | 6:03        |             |             |             |             |             |             |             |
| 3.          | "Showdown"                   | 4:07        |             |             |             |             |             |             |             |
| 4.          | "Mensch"                     | 4:09        |             |             |             |             |             |             |             |
| 5.          | "Wunderkind"                 | 3:45        |             |             |             |             |             |             |             |
| 6.          | "Falsche Götter"             | 4:42        |             |             |             |             |             |             |             |
| 7.          | "Ruf' mich an"               | 3:41        |             |             |             |             |             |             |             |
| 8.          | "Hurra – Wir leben noch"     | 4:45        |             |             |             |             |             |             |             |
| 9.          | "Das Licht am Ende der Welt" | 4:25        |             |             |             |             |             |             |             |
| 10.         | "Beiß' mich!"                | 4:03        |             |             |             |             |             |             |             |
| 11.         | "Tötet den DJ"               | 4:29        |             |             |             |             |             |             |             |
| 12.         | "Tanz auf dem Vulkan"        | 5:42        |             |             |             |             |             |             |             |
| 53:24       |                              |             |             |             |             |             |             |             |             |